# Midt-Norge
Midt-Norge er nyt begreb om en region i Sør-Norge. Midt-Norge er ikke et veldefineret geografisk område og har ikke formel status som landsdel. Snævrest forstået udgøres det af fylkerne Nord- og Sør-Trøndelag, ud fra en traditionel inddeling af landet i fem landsdele. I videste betydning medtager begrebet også hele Møre og Romsdal fylke, Nord-Østerdal, og Helgeland i Nordland fylke.
I mange sammenhænge (som sproglig og kulturgeografisk) regnes Nordmøre-delen af Møre og Romsdal, og delvis også Romsdal, som en del af Midt-Norge, menes Sunnmøre og Romsdal regnes også delvist til Vestlandet.
Helse Midt-Norge; Frostating lagdømme; Skatteetaten, Skatt Midt-Norge; Utlendingsdirektoratet, regionkontor Midt-Norge; Integrerings- og mangfoldsdirektoratet Midt-Norge; Arbeidstilsynet Midt-Norge; Kystverket Midt-Norge; og Statens vegvesen, region midt dækker alle Nord-Trøndelag, Sør-Trøndelag og Møre og Romsdal. NVE Region Midt dækker derimod Helgeland, Trøndelag og Nordmøre.
Regionavisen Adresseavisen definerer på sin side Midt-Norge som Trøndelag, Nordmøre, fem kommuner i Nord-Østerdalen, og de sydligste kommuner i Nordland fylke. Dette udgør samtidig avisens dækningsområde.
Statsbygg inkluderer i tillæg til Trøndelagsfylka og Møre og Romsdal også Nordland syd for Bodø og kommunerne i Nord-Gubrandsdal og Nord-Østerdal.
De to trøndelagsfylker er vigtige landbrugsfylker. I øst grænser fylkerne op til Sverige, mens man i syd finner Dovrefjell-plateauet. Kysten i nord er præget af barske havstykker og en mængde små og store øer. I vest er også udløbet af Trondheimsfjorden, som strækker sig 130 km ind i landet til Steinkjer, Nord-Trøndelags administrative center.
Regioncenteret er Norges fjerde største byområde, Trondheim.